# Übersoldier
ÜberSoldier ist ein Ego-Shooter aus dem Jahr 2005, der von dem russischen Studio Burut entwickelt und ab 2006 von cdv Software Entertainment weltweit vertrieben wurde.

## Handlung
Nazi-Wissenschaftler haben herausgefunden, dass Menschen kurz vor ihrem Tod noch einmal eine unglaubliche Kraft entwickeln. Mit Hilfe geheimnisvoller Technologien ist es ihnen jetzt gelungen, tote Soldaten wieder zum Leben zu erwecken. Diese so geschaffenen „Übersoldaten“ sind menschliche Kampfmaschinen. Sie sind absolut gehorsam, da sie demjenigen bedingungslos gehorchen, der nach ihrer Erweckung als Erstes zu ihnen spricht.
Man schlüpft in die Rolle des deutschen Soldaten Karl Stoltz, der 1944 an der Front erschossen und jetzt wieder erweckt wurde. Als er jedoch erwacht, ist die erste Person, die er sieht, eine Widerstandskämpferin, die in die Anlage eingedrungen ist. Stoltz kann entkommen und kämpft nun auf der Seite des Widerstands als abtrünniger Übersoldat um sein Überleben.

## Deutsche Version
Da das Spiel von der deutschen Firma cdv Software Entertainment international vermarktet wurde, mussten auch alle nationalsozialistischen Symbole aus dem Spiel verschwinden. So hat man die Hakenkreuze auf den Armbinden und Flaggen durch Eiserne Kreuze oder Schwarze Kreuze (als Hoheitsabzeichen) ersetzt und sie bei den Reichsadlern auf den Uniformen ganz entfernt.
Zudem wurde die deutsche Version an einigen Stellen zensiert, um einer Indizierung vorzubeugen.
So wurden unter anderem Bluteffekte, Todesschreie und einige Ragdoll-Effekte entfernt.
Die internationale Version, welche in Deutschland kurzzeitig zu erwerben war, wurde im Juli 2006 indiziert.
ÜberSoldier erhielt weitgehend mittelmäßige Kritiken. Der Metascore beträgt 57 von 100 Punkten.

## Hintergrund
- Das Spiel orientiert sich stark an id Softwares Egoshooter Return to Castle Wolfenstein, in dem von deutschen Wissenschaftlern geschaffene Cyborgs, die „Übersoldaten“ genannt werden, eine wichtige Rolle spielen. Das Wort „Ubersoldier“ an sich kam auch das erste Mal dort vor.
- Weitere Inspiration zur Geschichte scheint der Film Universal Soldier geliefert zu haben, welcher bereits das Prinzip der serienmäßig vom Tode wiederauferweckten „Supersoldaten“ als Hauptinhalt hatte. Der bekehrte Soldat ist diesem Fall allerdings Amerikaner und der Film spielt in der Zukunft.
- Das Titellied Save Me wurde von Martin Kesici und seiner Gruppe „eMKay“ extra für das Spiel aufgenommen.
- Aufgrund des Fehlens des „ü“ in der englischen Sprache läuft das Spiel im englischsprachigen Raum unter dem Namen UberSoldier.

## Nachfolger
Der Nachfolger ÜberSoldier II, auch als ÜberSoldier II: The End of Hitler oder Crimes of War bekannt, wurde 2007 für Windows veröffentlicht. Die Fortsetzung wurde erneut von Burut entwickelt, jedoch international von City Interactive, dtp entertainment und Strategy First vertrieben.
Die deutsche Version (USK 18) ist zensiert, die Originalfassung wurde indiziert. Anders als sein Vorgänger ist ÜberSoldier II noch digital auf Steam erhältlich.